# Gabriel Armando de Abreu
Gabriel Armando de Abreu, més conegut com a Gabriel Paulista, (São Paulo, 26 de novembre de 1990) és un futbolista professional brasiler que juga de defensa al Besiktas.

## Trajectòria

### Arsenal FC
El gener del 2015 l'Arsenal va fer oficial el traspàs del jugador després d'aconseguir el permís de treball necessari per jugar a la Premier League. El traspàs es va valorar en 11.3 milions de £ (aproximadament 15 milions de €) i també va incloure la cessió de Joel Campbell a l'equip groguet fins a final de la temporada.

### València CF
El 17 d'agost del 2017 Gabriel Paulista va arribar a la ciutat de València per a fitxar pel conjunt xe, firmant contracte per a cinc temporades. Va debutar a la setmana següent, en la segona jornada del campionat de La Lliga Santander.

## Palmarès
Esporte Club Vitória
- 2 Campionats baiano: 2010, 2013.
- 1 Copa Nordeste: 2011.

Arsenal FC
- 2 Copes angleses: 2015, 2017.
- 2 Community Shield: 2015, 2017.

València CF
- 1 Copa del Rei: 2018-19.